# Larentia tangens
Larentia tangens là một loài bướm đêm trong họ Geometridae.